# Jekselen
Jekselen är en bergstopp i Antarktis. Den ligger i Östantarktis. Norge gör anspråk på området. Toppen på Jekselen är 1 380 meter över havet.
Terrängen runt Jekselen är kuperad åt sydväst, men åt nordost är den platt. Trakten är glest befolkad. Närmaste befolkade plats är Sarie Marais, 11,1 kilometer väster om Jekselen. 